# Irene Paredes
Irene Paredes Hernández (* 4. Juli 1991 in Legazpi, Gipuzkoa) ist eine spanische Fußballspielerin. Die Innenverteidigerin spielt seit 2021 für den FC Barcelona, mit dem sie zweimal spanischer Meister wurde und in der Saison 2022/23 die Champions League gewann. Sie ist seit 2011 Teil der spanischen Nationalmannschaft. Mit 113 Einsätzen ist sie nach Alexia Putellas und Jennifer Hermoso Rekordspielerin der Nationalelf.
Als Teil des spanischen Kaders für die Weltmeisterschaft in Australien und Neuseeland gewann sie 2023 den ersten WM-Titel Spaniens.

## Karriere

### Vereine
Paredes begann mit dem Fußballspielen bei SD Ilintxa. Über den FC Urola und CD Zarautz kam sie 2008 zur Mannschaft von Real Sociedad. Nach drei Spielzeiten wechselte sie innerhalb der Superliga Femenina zum baskischen Rivalen Athletic Bilbao. Mit dem Klub stand sie 2012 im Endspiel um die Copa de la Reina, das jedoch gegen Espanyol Barcelona verloren ging. In der Saison 2015/16 gewann sie mit Bilbao die spanische Meisterschaft. Zur Saison 2016/17 verpflichtete der französische Vizemeister Paris Saint-Germain FC die Baskin.
Im Sommer 2021 kam sie ablösefrei zum spanischen Serienmeister FC Barcelona und unterschrieb einen Zweijahresvertrag. Nach einem 3:2-Finalsieg Barcelonas gegen den VfL Wolfsburg gewann Paredes im Juni 2023 erstmals die Champions League.

### Nationalmannschaft
Nachdem Paredes bereits Juniorennationalspielerin gewesen war, debütierte sie 2011 in der spanischen Nationalmannschaft. Ihre ersten Minuten als A-Nationalspielerin sammelte sie im EM-Qualifikationsspiel gegen Rumänien im November 2011, als sie in der Schlussphase eingewechselt wurde.

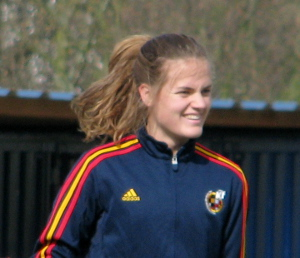
Paredes zu Beginn ihrer Zeit im Nationalteam (2012)

Nach erfolgreicher Qualifikationsphase nahm sie an der Europameisterschaft 2013 in Schweden teil und erreichte mit Spanien das Viertelfinale, wo sie bei der 1:3-Niederlage gegen Norwegen ein Eigentor schoss. Sie kam beim Turnier in allen vier Endrundenspielen zum Einsatz.
Im Oktober 2013 erzielte Paredes ihr erstes Tor, als Spanien mit 6:0 gegen Estland in der Qualifikation für die Weltmeisterschaft 2015 gewann. Mit 9 Siegen und 1 Unentschieden qualifizierte sich Spanien 2015 erstmals für eine WM. Paredes spielte ihr erstes WM-Spiel in der Gruppenphase gegen Costa Rica. Auch für die restlichen Spiele war sie fixer Bestandteil der spanischen Abwehr. Als Gruppenletzter schied Spanien bereits früh aus dem Turnier aus.
Mehr Erfolg hatte sie mit Spanien beim Algarve-Cup 2017 und Zypern-Cup 2018. Beide Bewerbe konnten von den Spanierinnen in den jeweiligen Jahren erstmals gewonnen werden.
Bei der Weltmeisterschaft 2019 in Frankreich schaffte es die spanische Nationalelf zum ersten Mal in die k.o.-Runde einer WM. Dort traf man auf den amtierenden Weltmeister USA und verlor im Achtelfinale knapp mit 1:2. Paredes war in der Partie, wie auch schon im letzten Gruppenspiel gegen China, Spielführerin. Das Kapitänsamt übernahm sie nach dem Turnier vollständig, nachdem Marta Torrejon ihren Rücktritt aus der Nationalmannschaft bekannt gegeben hatte.
Nach einem frühen Ausscheiden im Viertelfinale bei der Europameisterschaft 2022, kam es wenige Woche später zu einem Aufstand von 15 Spielerinnen in der Nationalelf. Die Spielerinnen verkündeten gegenüber dem spanischen Verband nicht mehr für Länderspiele zur Verfügung zu stehen, da sie mit den Trainingsmethoden von Cheftrainer Vilda unzufrieden seien und einen besseren Umgang sportlicher, sowie emotionaler Natur fordern. Paredes als Mannschaftskapitänin war nicht Teil der protestierenden Spielerinnen, stellte sich jedoch hinter ihre Mannschaft und agierte als Sprachrohr der Spielerinnen. Paredes kehrte erst wieder im April 2023 in die Nationalmannschaft zurück, jedoch nicht mehr als Kapitänin.
Im Juni 2023 wurde sie in den spanischen Kader für die Weltmeisterschaft in Australien und Neuseeland berufen. Im Turnier kam Paredes in allen Partien zum Einsatz und absolvierte stets die vollen Spielzeiten. Spanien gewann nach einem 1:0-Erfolg gegen England am 20. August 2023 erstmalig die Weltmeisterschaft.

## Erfolge / Auszeichnungen
Nationalmannschaft
- Weltmeisterschaft: 2023

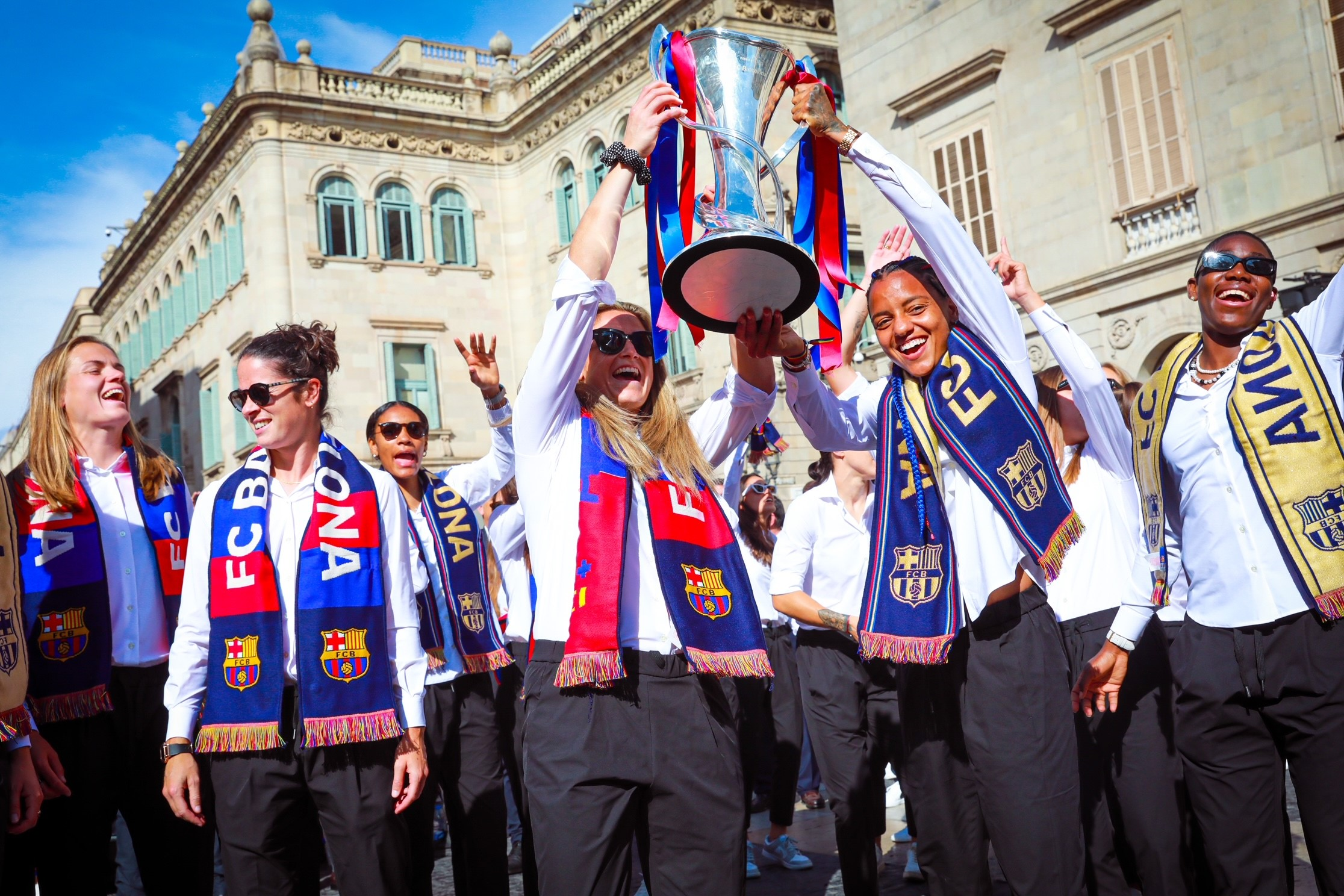
Paredes (links) und Teamkolleginnen mit der Champions-League-Trophäe (Juni 2023)

- UEFA Women’s Nations League 2023/24
- Zypern-Cup: 2018
- Algarve-Cup: 2017

Vereine
- UEFA Women’s Champions League (2): 2023,  2024
- Spanische Meisterschaft (4): 2016 (Athletic Bilbao), 2022, 2023, 2024 (FC Barcelona)
- Spanischer Pokal (2): 2022, 2024
- Spanischer Supercup (4): 2022, 2023, 2024, 2025
- Französischer Meister: 2021
- Französischer Pokal: 2018

Auszeichnungen
- Beste Spielerin des Algarve-Cup: 2017
- FIFA FIFPro World XI: 2017
- Teil der besten Mannschaft der UEFA Women’s Champions League: 2021, 2023
- Beste Verteidigerin der UEFA Women’s Champions League: 2021[12]

## Sonstiges
Paredes ist mit der spanischen Hockeyspielerin Lucía Ybarra liiert. Das erste Kind des Paares, ein Sohn namens Mateo, kam im September 2021 zur Welt.